# David Wayne
David Wayne (* 30. Januar 1914 in Traverse City, Michigan, als Wayne James McMeekan; † 9. Februar 1995 in Santa Monica, Kalifornien) war ein US-amerikanischer Film- und Theaterschauspieler.

## Leben und Karriere
David Wayne wurde als Sohn eines Versicherungskaufmanns geboren; seine Mutter starb, als er erst vier Jahre alt war. Nach dem Besuch der Western Michigan University hatte Wayne in den 1930er-Jahren erste Auftritte als Schauspieler. Während des Zweiten Weltkriegs kam er unter anderem als Krankenwagenfahrer für das Rote Kreuz in Nordafrika zum Einsatz.
Nach Ende des Krieges wandte Wayne sich wieder der Schauspielerei zu und kam so auch an den Broadway in New York. Für seine Rolle in E. Y. Harburgs Musical Finian’s Rainbow gewann er 1947 den in diesem Jahr erstmals vergebenen Tony Award als bester Nebendarsteller, was für ihn den Durchbruch als Schauspieler bedeutete. Auch in späteren Jahrzehnten kehrte Wayne immer wieder an den Broadway zurück. Für seinen Auftritt in John Patricks Bühnenstück The Teahouse of the August Moon gewann er 1954 einen zweiten Tony Award. Wayne galt bei Kritikern als vielseitiger Schauspieler, der sowohl realistische als auch außergewöhnlich gehaltene Figuren überzeugend darstellen konnte.
Seine erste größere Filmrolle hatte er 1948 als Taxifahrer an der Seite von Jennifer Jones und Joseph Cotten in dem Fantasyfilm Jenny. 1949 spielte der Schauspieler neben Katharine Hepburn und Spencer Tracy in George Cukors Filmkomödie Ehekrieg einen untreuen Ehemann. In Hollywood blieb Wayne überwiegend Nebendarsteller, gelegentlich vertraute man ihm aber auch eine anspruchsvolle Hauptrolle an: 1951 spielte er in M, dem Hollywood-Remake des gleichnamigen deutschen Filmklassikers, die Rolle des Kindermörders, die im Original Peter Lorre übernommen hatte. Zu seinen bekanntesten Kinorollen zählen der wohlhabende Freddie Denmark in der Marilyn-Monroe-Filmkomödie Wie angelt man sich einen Millionär? (1953) und der Wissenschaftler Chales Dutton im Science-Fiction-Thriller Andromeda – Tödlicher Staub aus dem All (1971) von Robert Wise. 
Ab Ende der 1940er-Jahre trat Wayne auch im amerikanischen Fernsehen auf. 1955 hatte er eine erste Serienhauptrolle in der Sitcom Norby, weitere Hauptrollen hatte er auch in der Sitcom Ein herrliches Leben (1971–1972) und als Inspektor Queen in der Krimiserie Ellery Queen (1975–1976). In der Fernsehserie Batman war er in den 1960er-Jahren in vier Folgen in der Rolle des Bösewichts Mad Hatter zu sehen. 1978 spielte er in der ersten Staffel der Serie Dallas die Figur des Digger Barnes, ehe er die Rolle aus terminlichen Gründen an seinen Schauspielkollegen Keenan Wynn für den weiteren Verlauf der Serie abtrat. Eine seiner letzten Fernsehrollen hatte er 1986 in der Rolle des Big Daddy in Golden-Girls-Folge Singe, wem Gesang gegeben.
1987 zog er sich von der Schauspielerei zurück. Wayne war von 1941 bis zu ihrem Tod 1993 mit Jane Gordon verheiratet. Er starb 1995 im Alter von 81 Jahren an Lungenkrebs.

## Filmografie (Auswahl)
- 1940: Stranger on the Third Floor
- 1948: Jenny (Portrait of Jennie)
- 1949: Ehekrieg (Adam’s Rib)
- 1950: Das Raubtier ist los! (The Reformer and the Redhead)
- 1950: Stella
- 1950: My Blue Heaven
- 1951: M
- 1951: As Young as You Feel
- 1952: Mit einem Lied im Herzen (With a Song in My Heart)
- 1952: Wir sind gar nicht verheiratet (We’re Not Married!)
- 1952: Fünf Perlen (O. Henry’s Full House)
- 1953: Götter ohne Maske (Tonight We Sing)
- 1953: Wie angelt man sich einen Millionär? (How to Marry a Millionaire)
- 1954: Inferno (Hell and High Water)
- 1955: Die zarte Falle (The Tender Trap)
- 1955: Norby (Fernsehserie, Hauptrolle)
- 1957: Alfred Hitchcock präsentiert (Alfred Hitchcock Presents, Fernsehserie, Folge 2x28)
- 1957: Eva mit den drei Gesichtern (The Three Faces of Eve)
- 1957: Der Regimentstrottel (The Sad Sack)
- 1959: Der Zorn des Gerechten (The Last Angry Man)
- 1959: Twilight Zone (The Twilight Zone, Fernsehserie, Folge 1x06)
- 1961: Das große Wagnis (The Big Gamble)
- 1962: Route 66 (Fernsehserie, Folge 2x19)
- 1962: Gnadenlose Stadt (Naked City, Fernsehserie, Folge 3x29)
- 1963: Alfred Hitchcock zeigt (The Alfred Hitchcock Hour, Fernsehserie, Folge 1x15)
- 1963: Die Leute von der Shiloh Ranch (The Virginian, Fernsehserie, Folge 1x21)
- 1964: Amos Burke (Burke’s Law, Fernsehserie, Folge 2x04)
- 1966–1967: Batman (Fernsehserie, vier Folgen)
- 1971: The Name of the Game (Fernsehserie, Folge 3x15)
- 1971: Andromeda – Tödlicher Staub aus dem All (The Andromeda Strain)
- 1971–1972: Ein herrliches Leben (Good Life, Fernsehserie, 15 Folgen)
- 1972: Die Straßen von San Francisco (The Streets of San Francisco, Fernsehserie, Folge 1x08 Die auffälligen Schuhe)
- 1973: Mannix (Fernsehserie, Folge 6x22 Tod eines Tippelbruders)
- 1973: Der Chef (Ironside, Fernsehserie, Folge 7x08)
- 1973/1975: Rauchende Colts (Gunsmoke, Fernsehserie, zwei Folgen)
- 1974: Hawaii Fünf-Null (Hawaii Five-O, Fernsehserie, Folge 6x24)
- 1974: Barnaby Jones (Fernsehserie, Folge 2x21)
- 1974: Huckleberry Finn
- 1974: Extrablatt (The Front Page)
- 1975: It’s a Bird…It’s a Plane…It’s Superman (Fernsehfilm)
- 1975: Barney Miller (Fernsehserie, Folge 1x07)
- 1975: Die Semmelknödelbande (The Apple Dumpling Gang)
- 1975–1976: Ellery Queen (Fernsehserie, 23 Folgen)
- 1977: Die Zwei mit dem Dreh (Switch, Fernsehserie, Folge 3x06)
- 1978: Lassie – Ein neuer Anfang (Lassie … The New Beginning, Fernsehfilm)
- 1978: Dallas (Fernsehserie, vier Folgen)
- 1979: An American Christmas Carol (Fernsehfilm)
- 1979–1982: House Calls (Fernsehserie, 57 Folgen)
- 1983–1984: Matt Houston (Fernsehserie, drei Folgen)
- 1983/1985: Love Boat (The Love Boat, Fernsehserie, zwei Folgen)
- 1984: Der Chaos-Express (Finders Keepers)
- 1984–1985: Chefarzt Dr. Westphall (St. Elsewhere, Fernsehserie, drei Folgen)
- 1985: Mord ist ihr Hobby (Murder, She Wrote, Fernsehserie, Folge 1x18 Der Tod kommt mit dem Bus)
- 1985: Die Fälle des Harry Fox (Crazy Like a Fox, Fernsehserie, Folge 1x13)
- 1986: Trapper John, M.D. (Fernsehserie, Folge 7x16)
- 1986: Golden Girls (The Golden Girls, Fernsehserie, Folge 2x06 Singe, wem Gesang gegeben)
- 1987: Poker Alice (Fernsehfilm)
- 1987: The Survivalist